# کوه تاموکه

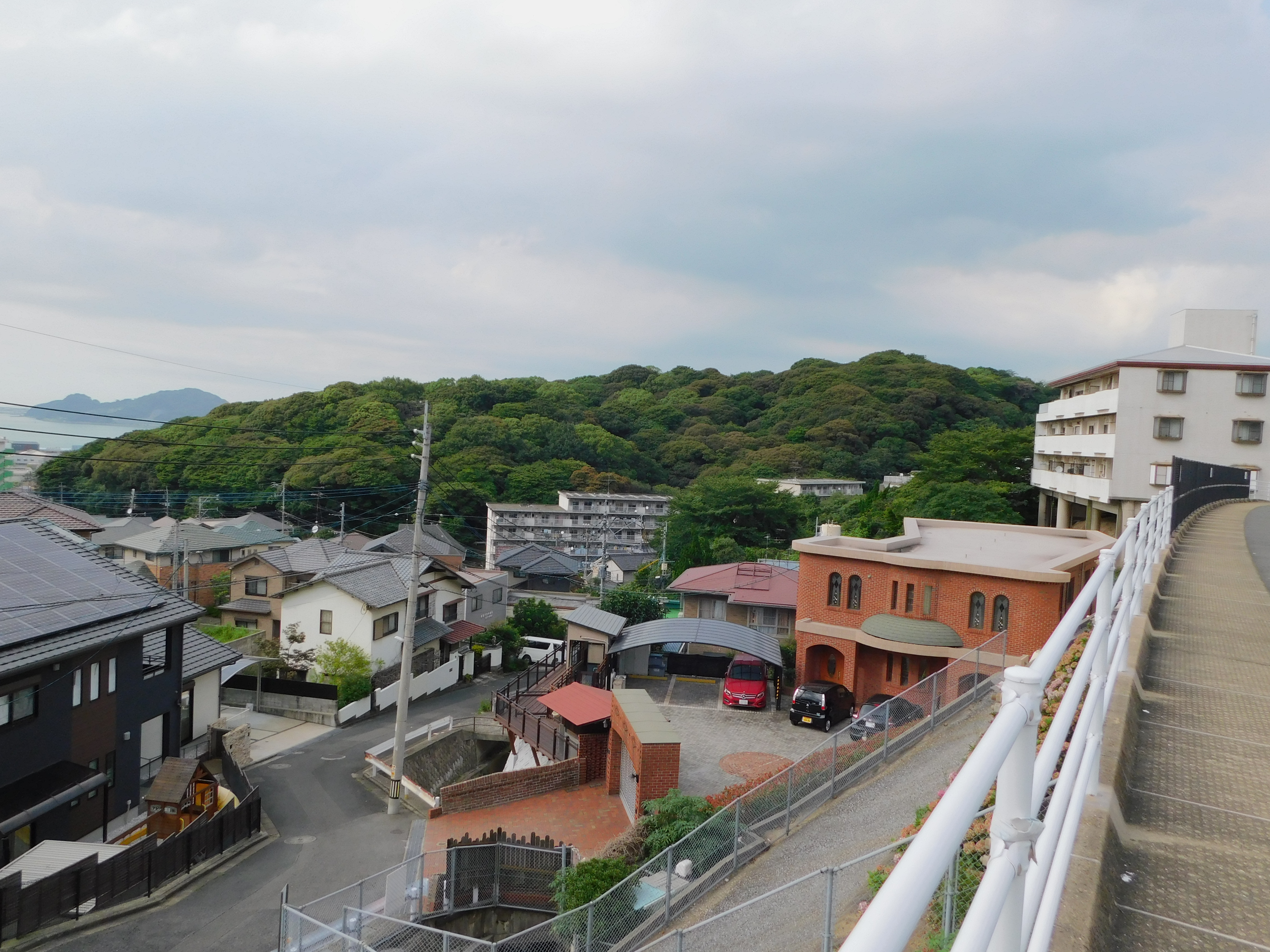
کوه تاموکه محل قرار گرفتن سنگ‌نبشته کوکورا

کوه تاموکه (به ژاپنی: 手向山 たむけやま); در استان فوکوئوکا شهر کیتاکیوشو، فوکوئوکا، کوکوراکیتا-کو، کیتاکیوشو، آکاساکا قرار دارد.
سنگ‌نبشته کوکورا (کتیبه به افتخار میاموتو موساشی) بنای یادبود حک شده در سنگ طبیعی، که توسط پسر خوانده میاموتو موساشی، میاموتو ایوری، در قله کوه تموکای در دامنه کوکورا، ولایت بوزن در سال ۱۶۵۴ است که برای سوگواری جسد موساشی برپا شد. معمولاً به عنوان «بنای یادبود کوکورا» شناخته می‌شود.
سنگ نوشته کوکورا در سال ۱۶۱۲ (کیچو ۱۷) - به گفته نیتنکی، دوئل بین میاموتو موساشی و ساساکی کوجیرو در ۱۳ آوریل (۱۳ مه طبق تقویم میلادی) در جزیره گانریو (فوناجیما) برگزار شد که از کوه تا قابل مشاهده است.